# 愛の病
『愛の病』（あいのやまい）（Love Disease）は、2018年1月6日に公開された日本映画。監督は吉田浩太、主演は瀬戸さおり。
和歌山出会い系サイト強盗殺傷事件(2002年)を題材にした作品である。2014年頃木村俊樹プロデューサーが企画し、吉田浩太監督が3年間をかけて映画化した。R15+指定。

## あらすじ
原田エミコは若いシングルマザー。夫と別れ乳飲み児をつれて実家にもどった。両親と兄夫婦が同居する実家には生活費を入れなければならない。出会い系サイトのサクラをはじめたところ、だましトークの才能に目覚める。若くて美しいエミコには多くの男が連絡してきて、そこそこの収入が得られるようになった。
4年後、エミコの悩みは収入の頭打ちと、元夫のエイジが金をたかりに来ることであった。そこで仁志真之助という、しつこく連絡してくる男に目をつけた。デートに応じた上で「自分はヤクザの親分の娘」と嘘をつき、後日「若頭の小鉄」という声色（こわいろ）を遣って真之介に電話をかけ、エイジを町から追い出すこと、「登録料」の名目で組に金を納めることなどを要求した。真之介はまんまと騙された。
真之介は懸命にエミコにつくしたが、エミコにとっては「カモ」にすぎない。エミコは頼りになるパートナーを求めていた。そんなある日、白石アキラと出会う。ふたりは一目で恋に落ち、深い関係になった。しかしアキラは「結婚はできない」という。病弱な姉、香澄を介護しなければならないからであった。
どんなに邪険にされても真之介はエミコ命であった。エミコは真之介に抱かれ、妊娠したと嘘をついて50万円を振り込ませた。金に困った真之介はついに勤務先の事務所に忍び込み金を盗んでしまう。エミコは50万円を香澄に治療費としてわたし、香澄とアキラの姉弟に取り入ろうとした。しかし弟が騙されていることを心配する香澄は金を返し「アキラに近づかんといてください」とエミコに告げる。「小鉄」（エミコ）は香澄を殺すよう真之介に命じる。

## キャスト
- 原田エミコ - 瀬戸さおり
- 仁志真之助 - 岡山天音
- 白石アキラ - 八木将康
- 白石香澄 - 山田真歩
- 原田チヒロ - 佐々木心音
- エイジ - 黒石高大
- 原田正恵- 藤田朋子

## スタッフ
- 監督 - 吉田浩太
- 脚本 - 石川均
- プロデューサー - 木村俊樹、田坂公章
- 撮影監督 - 関将史
- 撮影 - 伊集守忠
- 照明 - 山口峰寛
- 録音 - 鈴木健太郎
- 美術 - 松塚隆史
- 衣装 - 丸山恵里子
- ヘアメイク - 宇都圭史
- 編集 - 小林由加子
- 音楽 - 神尾憲一
- 助監督 - 松浦健志
- 製作担当 - 細谷光

## 評価

### 受賞
15th ASIAN FILM FESTIVAL 2018（2018年5月21〜28日、イタリア）のコンペティションに出品され、岡山天音（仁志真之助 役）が最優秀男優賞を受賞した 。

## DVD
2018年5月2日、Happinetから発売された。